# Merih Demiral
Merih Demiral (* 5. März 1998 in Karamürsel) ist ein türkischer Fußballspieler. Er spielt seit August 2023 bei Al-Ahli und ist türkischer A-Nationalspieler.

## Leben
Demirals Eltern migrierten aus Arhavi in der Provinz Artvin vor seiner Geburt nach Kocaeli. Er kam als Sohn eines Betonbauers in der türkischen Gemeinde Karamürsel der Provinz Kocaeli auf die Welt und wuchs mit seinem älteren Bruder Fatih auf. Sein Vater schrieb ihn 2009 in die örtliche Fußballschule ein. Im Alter von 14 Jahren verlor Demiral am 28. Dezember 2012 seine Mutter Fatma durch einen Verkehrsunfall und wurde Halbwaise. Er ist mit dem albanischen Model Heidi Lushtaku (* 1990) aus der Schweiz liiert und seit 2021 mit ihr verheiratet. Seit April 2022 haben sie einen gemeinsamen Sohn.

## Karriere
Demiral ist ein 1,92 m großer Abwehrspieler, genauer spielt er in der Innenverteidigung. Der Abwehrspieler wird mit seiner Art oft mit dem (über)motivierten 90-fachen türkischen Nationalspieler Alpay Özalan verglichen. Sein Spitzname im türkischen Fußball lautet „Savunma bakanı“ (deutsch Verteidigungsminister).

### Vereine

#### Anfänge
Demiral begann mit dem Vereinsfußball in der Jugend von Karamürsel İdman Yurduspor und nach zwei Probetrainings im Jahr 2010, spielte er danach sechs Jahre lang für die Nachwuchsabteilung von Fenerbahçe Istanbul. Hin und wieder durfte der türkische Abwehrspieler bei den Profis von Fenerbahçe Istanbul mittrainieren. Die Verantwortlichen von Fenerbahçe boten ihm einen Profivertrag für den Mindestlohn an, welchen er jedoch ablehnte, ein weiterer türkischer Erstligist Istanbul Başakşehir FK war auch interessiert an einer Profi-Verpflichtung von Demiral.
Stattdessen wechselte er im Sommer 2016 zum portugiesischen Drittligisten AC Alcanenense, wo sein alter Freund aus der gemeinsamen Nachwuchszeit von Fenerbahçe bzw. Landsmann spielte. Nach einer halben Spielzeit lieh sich die Zweitmannschaft von Sporting Lissabon (Sporting Lissabon B) ihn für den Rest der Saison aus. Mit der B-Profimannschaft spielte er in der zweithöchsten portugiesischen Fußballliga und kam dort im Februar 2017 gegen FC Famalicão zu seinem Liga-Profidebüt. Nebenbei wurde er auch bei den U19-Junioren eingesetzt und trug dort zum vorzeitigen Gewinn des portugiesischen U19-Junioren-Meistertitels bei. Nach Saisonende wurde er für eine Ablöse von 0,2 Millionen Euro fest verpflichtet. In der Saison 2017/18 bestritt der Abwehrspieler mit 19 Jahren sein einziges Spiel für die erste A-Profimannschaft in der dritten Runde des portugiesischen Fußballpokals.

#### Durchbruch bei Alanyaspor und Sassuolo
Im August 2018 wurde Demiral an den türkischen Erstligisten Alanyaspor ausgeliehen, mit einer Kaufoption in Höhe von 3,5 Millionen Euro. Am 17. September 2018 bestritt er sein zweites Pflichtspiel für Alanya in der Süper Lig gegen Trabzonspor und feierte sein Profitordebüt, indem der Abwehrspieler den 1:0-Siegtreffer erzielte und zum Fußballer des Spieles wurde. Anfang Januar 2019 wurde der 20-jährige türkische Nationalspieler nach seinen fußballerischen Leistungen von UEFA-Reportern zu den 50 Toptalenten der Zukunft auserkoren, die 2019 für Aufsehen sorgen könnten.
Nach 20 Pflichtspielen nutzte Alanyaspor am 29. Januar 2019 die Kaufoption und verpflichteten ihn bis 2022 fest. Zwei Tage später, am letzten Tag der Wintertransferperiode 2018/19, wechselte Demiral zur US Sassuolo Calcio in die italienische Serie A. Sassuolo verpflichteten Demiral vorerst auf Leihbasis bis zum Saisonende 2018/19 mit anschließender Kaufpflicht in Höhe von sieben Millionen Euro für 87,5 % der Transferrechte für den Fall des Klassenerhalts in der Saison 2018/19. Im April 2019 feierte Demiral mit 21 Jahren am 30. Spieltag beim 4:0-Sieg gegen den Tabellenletzten Chievo Verona seine ersten Tore in der Serie A, indem er zum zwischenzeitlichen 1:0 und 2:0 einköpfte. Mit diesen Toren wurde er der jüngste Abwehrspieler der Serie A der zwei Tore in einem Ligaspiel erzielte. Nachdem Sassuolo die Saison als Elfter abgeschlossen hatte, wechselte Demiral zum 1. Juli 2019 fest zu den Neroverdi.

#### Juventus Turin
Vier Tage später, nach der Sassuolo-Festverpflichtung wurde er für 18 Millionen Euro zum italienischen Rekordmeister Juventus Turin transferiert, wo er einen Fünfjahresvertrag erhielt und somit zum ersten türkischen Fußballspieler der Juventus-Vereinsgeschichte wurde. Im Dezember 2019 bestritt Demiral im letzten Gruppenspiel der UEFA Champions League 2019/20 sein Vereinseuropapokalspieldebüt und verhalf als Verteidiger zu einem gegentorlosen 2:0-Auswärtssieg gegen Bayer 04 Leverkusen. Ab Dezember 2019 wurde er regelmäßiger Stammspieler und war dabei seinen Mannschaftskollegen Matthijs de Ligt aus der Juventus-Startelf-Innenverteidigung zu verdrängen. Am 12. Januar 2020 feierte Demiral in seinem siebten Pflichtspieleinsatz seine Torpremiere für Juve im Ligaspiel gegen die AS Rom. Im weiteren Verlauf des Spieles verletzte er sich schwer am linken vorderen Kreuzband und Meniskus, daher musste er sich einer Operation unterziehen. Vereinsangaben zufolge erwartete man eine Dauer von sechs bis sieben Monaten für „[s]eine optimale Genesung“.
Nach seiner Genesungszeit kehrte er Anfang August 2020 zum Saisonende 2019/20 auf das Fußballfeld zurück und wurde mit Turinern italienischer Meister. In der Spielzeit 2020/21 spielte er anfänglich temporär als Stammspieler in der Innenverteidigung. Danach kam er zu weniger Einsatzzeiten. Wegen unter anderem muskulären Problemen und aufgrund der Konkurrenzsituation mit Giorgio Chiellini, Leonardo Bonucci und Matthijs de Ligt. Im Februar 2021 trug Demiral in den Halbfinalspielen des italienischen Pokals zum Pokalfinaleinzug bei, indem er unter anderem im Hinspiel gegen den späteren italienischen Meister Inter Mailand den 2:1-Sieg mit einer fußballerischen Rettungstat verteidigte, nachdem der Torwart überwunden wurde. Im Halbfinalrückspiel trug er als Innenverteidiger zu einem 0:0-Remis bei und damit zog er mit seiner Mannschaft ins Pokalfinale ein.

#### Atalanta Bergamo

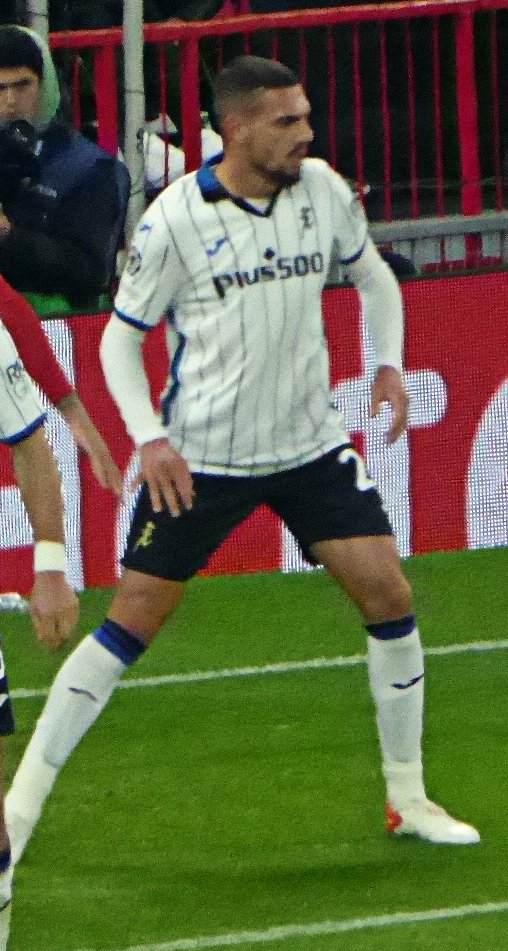
Demiral im Atalanta-Dress in der Champions League, Oktober 2021.

Im August 2021 wurde er für die Saison 2021/22 mit einer Kaufoption an den Ligakonkurrenten und Champions-League-Teilnehmer Atalanta Bergamo verliehen. Demiral soll in Bergamo den nach England abgewanderten Abwehrspieler Cristian Romero ersetzen. Am 20. Oktober 2021 gab Demiral seine Europapokaltorpremiere, indem er in der Gruppenphase der UEFA Champions League 2021/22 die zwischenzeitliche 2:0-Halbzeitführung per Kopfball gegen Manchester United erzielte. Damit trug er als Abwehrspieler und Torschütze historisch bei, dass Manchester United erstmals in seiner Champions-League-Historie mit einem Zwei-Tore-Rückstand im eigenen „… heimischen [Stadion] Old Trafford …“ in die Halbzeitpause ging. Im weiteren Spielverlauf wurde Demiral in der Halbzeitpause verletzungsbedingt ausgewechselt und die Europapokalbegegnung endete für seine Mannschaft mit einer 2:3-Niederlage.
Er trug im Januar 2022 als Abwehrspieler zu drei gegentorlosen Pflichtspielen seiner Mannschaft bei, wobei unter anderem zu zwei 0:0-Remis gegen die torstärksten Mannschaften der Serie A der Saison 2021/22. Wofür Demiral später im Februar 2022 bei Atalanta Bergamo zum Player of the Month (deutsch Spieler des Monats) des vergangenen Monats gewählt wurde. Im März 2022 trug er gemäß dem Trainer Gerardo Seoane entscheidend gegen Bayer 04 Leverkusen zum Viertelfinaleinzug der UEFA Europa League von Atalanta bei, wofür Demiral später für seine Leistungen auch zum Spieler der Woche der Europa League ernannt wurde. Im gleichen Monat trug er mit seinen Zweikampf-Leistungen in insgesamt fünf Pflichtspielen zu drei gegentorlosen Spielen seiner Mannschaft bei, wofür er im April 2022 erneut von den Bergamasken zum Spieler des Monats des vergangenen Monats ernannt wurde.
Am Saisonende 2021/22 gehörte Demiral den zehn besten Ballabfängern bzw. effektiven Kopfball-Duellspielern der Serie-A-Saison an. Die Verantwortlichen von Atalanta Bergamo entschieden sich nach Saisonende im Juni 2022 die Kaufoption von Demiral in Anspruch zu nehmen, um ihn fest zu verpflichten. In den Anfangsmonaten der Serie A 2022/23 spielte er mit seiner Mannschaft, um die Meisterschaftsführung. Er trug mit seiner fußballerischen Verteidigung bei und gehörte im September 2022 zu den leistungstechnischen fünftbesten Fußballspielern des Monats in der Serie A, wofür er auch zum Spieler des Monats der Serie A nominiert wurde. In der Saison kam er in den meisten Spielen zum Einsatz. Anschließend wechselte er für die Summe von 20 Millionen Euro nach Saudi-Arabien zu Al-Ahli. Am 3. Mai 2025 stand er mit Al-Ahli im Finale der AFC Champions League Elite, das man mit 2:0 gegen den japanischen Vertreter Kawasaki Frontale gewann.

### Nationalmannschaft

#### U-Nationalmannschaften
Demiral durchlief die türkischen Nachwuchsnationalmannschaften von der U17 bis U21. Im März 2016 wurde er mit 18 Jahren vom türkischen U19-Nationaltrainer Vedat İnceefe als Jüngster in die türkische U19-Juniorenmannschaft berufen für die Eliterunde, der letzten Qualifikationsrunde zur U19-Europameisterschaft 2016. Demiral erzielte im Qualifikationsgruppenspiel gegen die israelische U19-Auswahl sein U19-Länderspieltordebüt, somit auch den 1:0-Siegtreffer. Die Teilnahme am Endturnier verblieb verwehrt, aufgrund des schlechteren Torverhältnisses im Vergleich zum Gruppensieger und späteren Vize-U19-Europameister 2016 Italien. Er führte im Juni 2018 die Türkei U20 als Mannschaftskapitän zum dritten Platz beim Nachwuchsturnier von Toulon, indem er unter anderem auch im Elfmeterschießen als Torschütze zum 5:3-Sieg über die schottische U21-Auswahl beitrug.

#### A-Nationalmannschaft
Im Herbst 2018 wurde er vom türkischen Nationaltrainer Mircea Lucescu zum ersten Mal in die türkische A-Nationalmannschaft für A-Länderspiele berufen, und kam im November 2018 im Freundschaftsspiel gegen die Ukraine zu seinem A-Länderspieldebüt als Einwechselspieler. Im ersten Qualifikationsspiel zur Europameisterschaft 2021 gab Demiral mit 21 Jahren im März 2019 gegen Albanien sein Startelfdebüt für die A-Mannschaft unter dem neuernannten Nationaltrainer Şenol Güneş. Demiral bestritt in der Qualifikation alle zehn Gruppenspiele und fungierte als Abwehrchef. Mit seinen Verteidigungsspielleistungen verhalf er der Mannschaft in acht Spielen ohne Gegentor auszubleiben und erhielten in den restlichen Spielen drei Gegentore und somit hatten sie gemeinsam mit Belgien die beste Verteidigung mit den wenigsten Gegentoren in der Qualifikation.

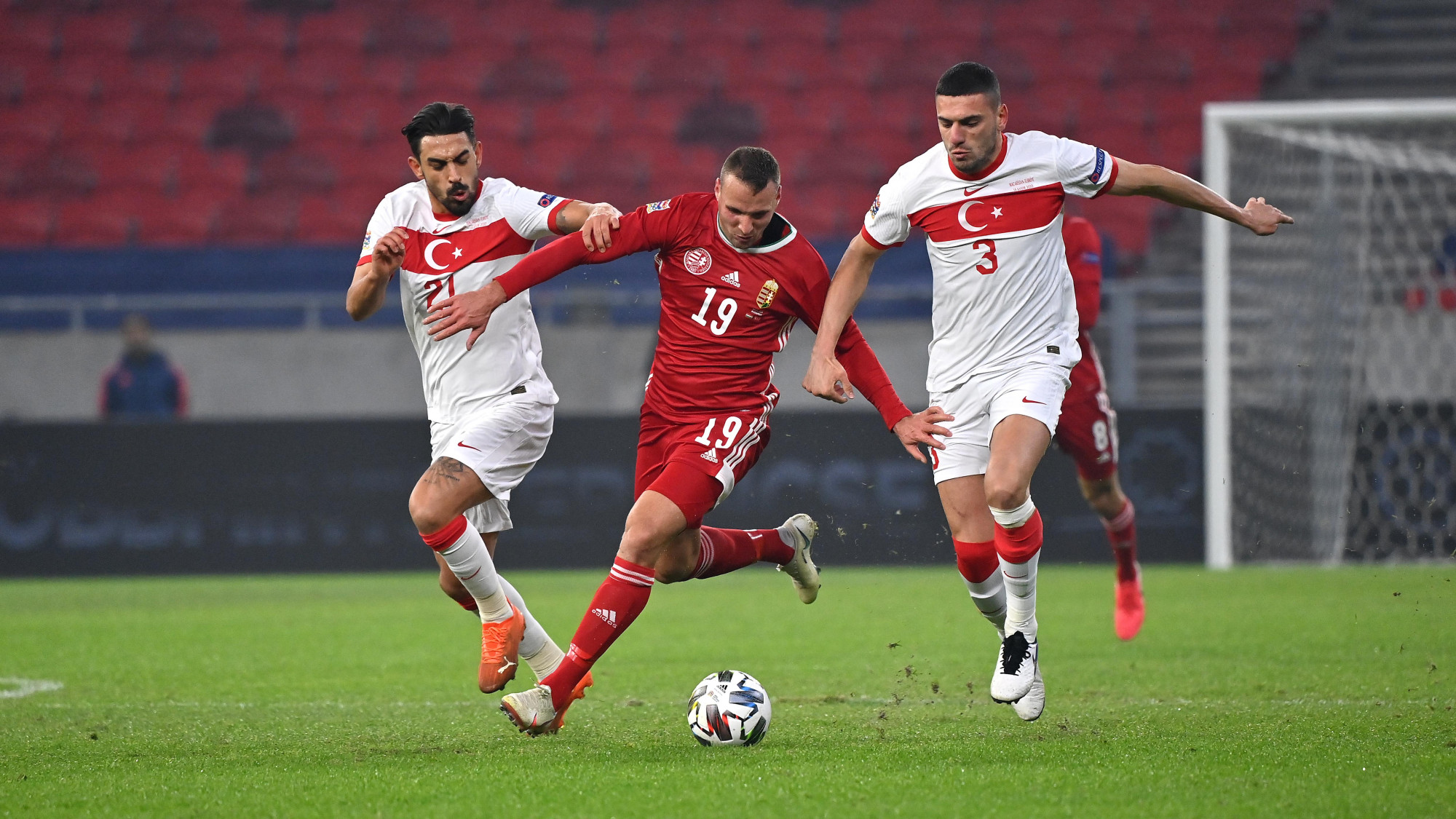
Demiral (Rechts) im A-Länderspieleinsatz im November 2020 gegen Ungarn, im Duell gegen Norbert Könyves um den Spielball.

Demiral sorgte im Juni 2019 auch in der Qualifikation mit seiner Torvorbereitung für die 1:0-Führung gegen den Gruppenfavoriten und amtierenden Weltmeister Frankreich (2018), welches in einem gegentorlosen 2:0-Sieg endete und somit historisch in der türkischen A-Nationalmannschaftsgeschichte der erste Sieg gegen Frankreich gelang. Am vorletzten Spieltag gegen Island sicherte Demiral in der Schlussphase seiner Mannschaft das 0:0-Remis, indem er die Torchance der Isländer auf der eigenen Torlinie vereitelte, nachdem der Torwart überwunden wurde. Dieses Remis reichte für die vorzeitige Qualifikation zum Endturnier aus, somit wieder historisch in der türkischen Fußballgeschichte ein erneuter erstmaliger Erfolg gelang. Er gehörte zu den 80 besten Fußballspielern der Qualifikation und wurde für seine Verteidigungsspielleistungen von der UEFA mit einer Berufung in das Team des Turniers gewürdigt.
Im Juni 2021 wurde er in den endgültigen türkischen Kader für die Fußball-Europameisterschaft 2021 berufen. Im Turnier-Eröffnungsspiel gegen den späteren Europameister Italien eröffnete er die Europameisterschaft mit einem Eigentor die auf eines taktischen Offensivtrends vom Gegner basierte, wo das Flügelspiel mit „scharfe[n], halbhohe[n] Flanken“ die Verteidigung von Gegentoren erschwert wird. Mit diesem Eigentor trug er später zum Eigentorrekord einer Europameisterschaft mit. Im Turnier fielen insgesamt elf Eigentore. Im November 2021 gab Demiral in seinem 30. A-Länderspieleinsatz sein A-Länderspieltordebüt und trug zum gegentorlosen 6:0-Kantersieg gegen Gibraltar bei. 2022 trug er in der Liga C der UEFA Nations League 2022/23 mit zwei Länderspieleinsätzen und einem erzielten Tor auch zum Gruppensieg seiner Nationalmannschaft bei, somit auch zum sofortigen Wiederaufstieg in die Liga B.
Bei der Fußball-Europameisterschaft 2024 erzielte er im Achtelfinale beide Tore beim 2:1-Sieg gegen Österreich, darunter nach 57 Sekunden das früheste Tor, das jemals in der KO-Runde einer Europameisterschaft erzielt wurde.

## Erfolge
- Sporting Lissabon U19-Junioren
  - Portugiesischer U19-Juniorenmeister: 2016/17[12]

- Türkische U20-Nationalmannschaft
  - Turnier von Toulon: Dritter 2018[43]
- Juventus Turin
  - Italienischer Meister: 2019/20
  - Italienischer Supercupsieger: 2020 (ohne Einsatz)
  - Italienischer Pokalsieger: 2020/21

Al-Ahli
- AFC Champions League Elite-Sieger: 2024/25

## Auszeichnungen
- Ausgezeichnet in das Team der Woche der UEFA-Euro-2020-Qualifikation: 8. Spielwoche[59]
- Sportpreisverleihung der Bosporus-Universität (9. Ausgabe – 2019): Sportlicher Aufsteiger des Jahres[60]
- Ausgezeichnet in das Team des Turniers: Qualifikation der UEFA Euro 2020[54]
- Sportpreisverleihung der Kooperative aus Milliyet-Zeitung und Gillette (5. Ausgabe – 2020): Sportlicher Aufsteiger des Jahres[61]
- Preisverleihung des Männermagazins GQ (türkische Ausgabe – 2020): Mann des Jahres mit internationalem Erfolg[62]
- Spieler des Monats von Atalanta Bergamo: Januar,[31] März 2022[34]
- Spieler der Woche der UEFA Europa League: Achtelfinal-Rückspielwoche der Saison 2021/22[63]

## Kontroversen

### Zeigen von Militärgruß
Bei den Länderspielen gegen Albanien und Frankreich (2019) hatte Demiral gemeinsam mit einigen Mannschaftskameraden beim Torjubel salutiert. Es wurde als Unterstützung der umstrittenen Militäroffensive der Türkei in Nordsyrien gedeutet. Er versuchte auch Mitspieler wie Kaan Ayhan dazu zu überreden.

### Zeigen eines rechtsextremen Symbols
Nach seinem zweiten Tor gegen Österreich im Achtelfinale der EM 2024 zeigte Demiral den Wolfsgruß, ein Erkennungszeichen, das unter anderem von den rechtsextremen türkischen Grauen Wölfen verwendet wird. In der Pressekonferenz nach dem Spiel kündigte Demiral an, das Zeichen hoffentlich noch öfters zeigen zu können. „Wie ich gefeiert habe, hat etwas mit meiner türkischen Identität zu tun“, „[…] ich bin sehr stolz darauf, Türke zu sein und das ist der Sinn dieser Geste. Ich wollte einfach nur demonstrieren, wie sehr ich mich freue und wie stolz ich bin.“
Im Vorfeld des Achtelfinales hatte die Gesellschaft für bedrohte Völker (GfbV) die UEFA aufgefordert, den Wolfsgruß in den Arenen nicht zu tolerieren. Am Folgetag kündigte die UEFA gemäß ihren Statuten eine Untersuchung des Vorfalles an. Innenministerin Faeser kritisierte das Verhalten Demirals mit dem Hinweis, dass rechtsextremistische Symbole nichts in Stadien zu suchen hätten. Weitere Parlamentarier, darunter Serap Güler (CDU, MdB) und Cansu Özdemir (Die Linke, MdHB), sowie die Journalistin Düzen Tekkal, die bereits mehrere Morddrohungen der Grauen Wölfe erhalten hat, kritisierten Demiral und forderten Konsequenzen. Auch Landwirtschaftsminister Cem Özdemir (der erste Bundesminister mit türkischem Migrationshintergrund) schloss sich der Forderung nach Konsequenzen für Demiral an. Gleichzeitig nahm er Demirals Verhalten zum Anlass, die Forderung zu erneuern, dass, ähnlich wie bereits in Österreich, auch in Deutschland das Zeigen des Wolfgrußes unter Strafe gestellt wird.
Am Vortag des Viertelfinals Niederlande gegen die Türkei im Olympiastadion in Berlin gab die UEFA bekannt, dass Demiral für zwei Spiele gesperrt wurde. Der türkische Fußballverband, dem eine große Nähe zu Staatspräsident Erdoğan nachgesagt wird, kündigte an, beim Internationalen Sportgerichtshof ein Schnellverfahren zu beantragen, um die Entscheidung der UEFA überprüfen zu lassen. Dies ist nach Artikel 63 der Statuten der UEFA aber nicht möglich.
Präsident Erdoğan änderte nach dem Vorfall seine Reisepläne und kündigte an, das Viertelfinale im Olympiastadion Berlin anzuschauen. Auch er relativierte das gezeigte Symbol. Erdoğan schloss nach der Parlamentswahl 2023 eine Koalition mit der rechtsextremistischen Partei MHP und anderen islamistischen Parteien (siehe Kabinett Erdoğan V). Türkische Ultras riefen dazu auf, das rechtsextremistische Symbol im Stadion erneut zu zeigen. Der „Graue Wölfe“-Experte Burak Yilmaz wies im Rahmen des Demiral-Skandals darauf hin, dass die Grauen Wölfe den Fußball zur Rekrutierung neuer Anhänger benutzen und im Umfeld von Spielen der Nationalmannschaft versuchen, ihre Symbole zu normalisieren. In einem weiteren Gespräch mit dem BR sagte der Politikwissenschaftler Burak Çopur, der Leiter des Zentrums für Radikalisierungsforschung und Prävention der Internationalen Hochschule in Essen, der von Demiral gezeigte Wolfsgruß sei in der Türkei inzwischen „leider gängiger Ausdruck der Zugehörigkeit zum mehrheitlich nationalistisch-islamischen Türken- und Sunnitentum“. Damit sei er „Teil der Staatsideologie, so wie es damals der Hitlergruß in Deutschland“ gewesen sei. Er gelte als etablierte und vom Staat geduldete „Provokation und Statement der Verachtung von Juden und anderen Minderheiten“.
Im Oktober 2024 stellte die Stadt Bolu eine Lebensgroße Statue von Demiral auf. Die Statue zeigt Demiral im jenen Moment während der EM 2024, als er den Wolfsgruß zeigt.

## Trivia
- Bei Juventus Turin entschloss sich Demiral, erneut die Trikot- bzw. Rückennummer „28“ zu tragen, welche er auch in seinem ersten Jugendverein trug und des Weiteren, weil es für ihn eine tiefere Bedeutsamkeit hat.[2] An einem 28. verstarb seine Mutter und er schwor sich an dem Erinnerungstodestag, selber nie aufzugeben und seine eigenen Träume zu erfüllen.[3]
- Nachdem Fenerbahçe Istanbul das Talent Demiral 2016 nicht für die Profimannschaft halten konnten, beschloss der neue Fenerbahçe-Vereinspräsident Ali Koç, ab Sommer 2018 bei Transfers von Nachwuchsspielern immer eine Rückkaufoption einzubauen.[83][84] Des Weiteren beantragte Fenerbahçe als Ausbilderverein bei der FIFA bei Transfers von Demiral eine Ausbildungsentschädigung zu erhalten.[85]
- Er gründete 2021 neben seiner Profifußballspieler Karriere ein E-Sport-Team mit Namen „Team Demiral“ und finanziert es.[86]